# Simon Schwarz
Pour les articles homonymes, voir Schwarz.
Simon Schwarz (né le 10 janvier 1971 à Vienne) est un acteur autrichien.

## Biographie
Ce fils d'un professeur de théâtre et d'une professeur germaniste, après des formations de danseur à Vienne et à Zurich en ballet classique, prend des cours de théâtre à l'école Anne Woolliams de Zurich puis à l'académie Ernst Busch d'art dramatique à Berlin.
Il obtient des engagements aux théâtres de Klagenfurt, Lucerne et Bâle. À l'été 2013, il joue le Diable de Jedermann au Festival de Salzbourg.
En 1996, il fait ses débuts à l'écran. Il se fait connaître grâce au film Les Héritiers pour lequel il obtient le prix Max Ophüls du meilleur acteur.

## Filmographie

### Cinéma
- 1996: Tempo (de)
- 1998: Les Héritiers
- 1999: LiebesLuder (de)
- 1999: Wanted
- 2000: Die Fremde (de)
- 2000: Komm, süßer Tod
- 2001: Die Gottesanbeterin (de)
- 2001: Vollgas
- 2002: Storno (de)
- 2003: Adam & Eva (de)
- 2004: Silentium
- 2005: Unveiled
- 2005: Crash Test Dummies
- 2006: Die Könige der Nutzholzgewinnung
- 2006: Schwere Jungs (de)
- 2008: Duel au sommet
- 2009: Bienvenue à Cadavres-les-Bains
- 2009: Tiger Team – Der Berg der 1000 Drachen
- 2010: Soleil trompeur 2
- 2011: Am Ende des Tages
- 2012: Wer’s glaubt, wird selig (de)
- 2012: Friday Night Horror
- 2013: Dampfnudelblues (de)

### Téléfilms
- 1998: Quintett komplett (de)
- 1999: Der Schandfleck
- 2009: Mörder auf Amrum
- 2009: Le Sang du glacier
- 2010: Sang chaud et chambre froide
- 2010: Die Mutprobe
- 2011: Weihnachtsengel küsst man nicht
- 2011: Meine Schwester (de)
- 2012: Les Trois font le père
- 2012: La Femme du bijoutier (de)
- 2012: Die Holzbaroning
- 2013: Wer hat Angst vorm weißen Mann?
- 2013: Polt (de)
- 2013: In einem wilden Land (de)
- 2016: Berlin 1936 : dans les coulisses des Jeux olympiques

### Séries télévisées
- 1999: Rex, chien flic – épisode 12 saison 5 : Hetzjagd. Premier rôle partagé avec Ulrike Beimpold.
- 2000–2008: Trautmann
- 2002: Rex, chien flic - Happy Birthday
- 2008: Tatort - Granit
- 2008: Nachtschicht (de) – Blutige Stadt
- 2010: Tatort - Inkasso
- 2011: Schnell ermittelt (de) – Tamara Morgenstern
- 2012: Braunschlag
- 2013: SOKO Stuttgart (de) – Das Wunder von Stuttgart
- 2013: Tatort – Freunde bis in den Tod

### Websérie
- 2011: fauner consulting (de)